# Gabriel Zerl
Gabriel Zerl, född 16 mars 1723 i Ekeby socken, död 19 mars 1793 i Högby socken, var en svensk präst i Högby församling.

## Biografi
Gabriel Zerl föddes 16 mars 1723 i Ekeby socken. Han var son till kyrkoherden Johannes Zerl och Anna Katarina Barthels. Zerl blev 1740 student vid Uppsala universitet och prästvigdes 22 mars 1746. Han blev 7 mars 1750 komminister i Ekeby församling och 1766 kyrkoherde i Högby församling. Han var 1767 predikant vid prästmötet,  1783 prost och 21 juni 1791 kontraktsprost i Göstrings kontrakt. Zerl avled 19 mars 1793 i Högby socken.

### Familj
Zerl gifte 3 september 1749 med Brita Johanna Wadman (1729–1799). De fick tillsammans barnen Johan Gabriel (1753–1797), Karl Adam (1754–1796), Eva Katarina (1755–1814), Ulrika Beata (1756–1811), Brita Johanna (född 1759), Maria Charlotta (född 1761), Daniel (1763–1773), Andreas Jacobus (1770–1773) och Andreas Daniel (1773–1773).